# Astropecten imbellis
Astropecten imbellis är en sjöstjärneart som beskrevs av Percy Sladen 1883. Astropecten imbellis ingår i släktet Astropecten och familjen kamsjöstjärnor.
Artens utbredningsområde är Filippinerna. Inga underarter finns listade i Catalogue of Life.